# Прапор Глухівського району
Пра́пор Глухівського району затверджений 25 лютого 2004 р. року сесією районної ради.

## Опис
Прямокутне полотнище з співвідношенням сторін 2:3 складається з двох горизонтальних смуг: верхньої синьої та нижньої малинової (1:2). У центрі прапора герб району.

## Символіка
Малиновий колір відносить нас до часів Гетьманщини коли місто було столицею українських земель, резиденцією гетьманів І. Скоропадського, Д. Апостола, К. Розумовського. З 1722 по 1727 і з 1764 по 1782 тут перебували перша і друга Малоросійські колегії — адміністративно-територіальні центри управління Лівобережною Україною.